# 吳東昇
吳東昇（1953年7月14日—），台灣企業家、前政治人物。新光集團家族成員，現任新光合成纖維、新光三越百貨董事長。1990至2000年代在政治上追隨李登輝，因此曾分別代表中國國民黨與台灣團結聯盟任職立法委員。

## 生平
吳東昇出生於臺北市，是新光集團創辦人吳火獅與梁桂蘭之么子。畢業於建國中學後，他進入國立臺灣大學就讀法律系，於1975年取得學士學位。他接著進入哈佛大學，陸續完成法學碩士（1978年）、企管碩士（1980年）及法學博士學位（1990年）。在美國期間，他取得紐約州律師資格。
1982年，成立允晨文化公司。
2008年3月15日，李登輝學校校友會舉行記者會支持民主進步黨2008年中華民國總統選舉候選人謝長廷，校友會理事長吳東昇以腹瀉為由沒有出席，改由校友會監事長涂醒哲主持。
1989年中華民國立法委員選舉時，吳東昇嘗試以「無黨籍聯盟」不分區首位競選，未當選。1992年，他加入中國國民黨，獲該黨提名參選立法委員，當選。後他也獲提名並當選國民大會代表。

## 家庭
其妻何幸樺，為何曜廷之女，永豐餘集團何義的孫女。兩人生有二子，長子吳昕杰和次子吳昕岳。
吳東昇曾傳出婚外情，與女記者董霈，在1998年生下一子。